# 勐腊灌树蛙
勐腊灌树蛙（学名：Raorchestes menglaensis）为树蛙科灌树蛙属的两栖动物，分布于中国云南及越南北部等地，可能传布到附近老挝境内。该物种的模式产地在云南勐腊。其种加词“menglaensis”意为“勐腊的”。

## 保护
本种于2023年被收录入《有重要生态、科学、社会价值的陆生野生动物名录》。